# ألبا راكيل باروس
ألبا راكيل باروس هي ممثلة بورتوريكية، ولدت في 14 ديسمبر 1952 في الولايات المتحدة.

## وصلات خارجية
- ألبا راكيل باروس على موقع IMDb (الإنجليزية)
- ألبا راكيل باروس على موقع قاعدة بيانات الفيلم (الإنجليزية)